# Medaile Za zásluhy při ochraně veřejného pořádku
Medaile Za zásluhy při ochraně veřejného pořádku (bělorusky Медаль «За адзнаку ў ахове грамадскага парадку») je běloruské státní vyznamenání založené roku 1995.

## Historie a pravidla udílení
Medaile byla založena zákonem Běloruské republiky č. 3726-XII ze dne 13. dubna 1995 O státních vyznamenáních Běloruské republiky.
Udílena je za osobní odvahu, statečnost a oddanost projevenou při zatýkání zločinců nebo likvidaci organizovaného zločinu, při ochraně lidského života a zdraví. Dále je udílena za šikovné, iniciativní a odvážné akce, které dopomohly úspěšnému plnění úkolů operativní služby a služby boje proti trestné činnosti, za odborně organizované a prováděné akce v oblasti prevence a odhalování zločinů, za šikovnou organizaci práce a vysokou efektivitu činnosti orgánů a divizí vnitřních záležitostí při ochraně veřejného pořádku a v boji proti kriminalitě. Může být udělena i za aktivní účast a pomoc orgánům vnitra při ochraně veřejného pořádku, v boji proti kriminalitě a dalším přestupkům.
Medaile Za zásluhy při ochraně veřejného pořádku se nosí nalevo na hrudi. V přítomnosti dalších běloruských medailí se nosí za medailí Za vynikající vojenskou službu.

## Popis medaile
Medaile pravidelného kulatého tvaru o průměru 33 mm je vyrobena z postříbřeného tombaku. Na přední straně je při vnějším okraji medaile nápis v cyrilici За адзнаку ў ахове грамадскага парадку. Uprostřed medaile je štít položený na meči s čepelí směřující dolů. Spodní část štítu obklopuje věnec. Uprostřed štítu je státní znak Běloruska. Na zadní straně je pěticípá hvězda s cípy tvořenými paprsky, které se sbíhají do středu. Hvězda je lemovaná věncem z vavřínových listů.
Medaile je připojena pomocí jednoduchého kroužku ke kovové destičce ve tvaru pětiúhelníku potažené hedvábnou stuhou z moaré. Stuha je modrá se třemi červenými proužky.